# 乔治·费舍·贝克
乔治·费舍·贝克 （英语：George Fisher Baker；1840年3月27日 - 1931年5月2日），美国著名金融家、银行家和慈善家，被誉为“美国银行业的祖师爷”（Dean of American Banking）。在公众场合一贯保持缄默的行为是他留给世人的经典形象。 乔治·贝克以美国南北战争之后的经济重建为契机，透过银行业和铁路建设迅速积累了巨额财富。乔治·贝克在世时被美国社会普遍认定为是经济实力仅次于亨利·福特（Henry Ford）和约翰·戴维森·洛克菲勒（John Davison Rockefeller）的美国第三富有的人。

## 早年经历
乔治·贝克出生于美国纽约州特洛伊。乔治的父亲乔治·埃利斯·贝克（George Ellis Baker）起初在当地经营着一家鞋店。在乔治·贝克十岁那年，他的父亲乔治·埃利斯·贝克以輝格黨员的身份被选入纽约州众议院。 从十六岁起，乔治·贝克便在纽约市银行局（New York State Banking Department）担任见习出纳。
美国南北战争之初，乔治·贝克便参加了马萨诸塞州志愿军（Massachusetts Volunteer Militia），被编入第18营。虽然他从未读过大学或接受任何高等教育，但却在服役期间晋升至中尉且一度担任作战单位的附屬官.

## 职业生涯
1863年，美国联邦政府颁布了“1863年国家货币法案”（National Currency Act of 1863），乔治·贝克随即与约翰·汤普森（John Thompson）合伙成立了“纽约第一国家城市银行”（First National Bank of the City of New York）。这家银行便是花旗银行的前身。
1877年9月1日，时年37岁的乔治·贝克出任纽约第一国家城市银行总裁，资产已达到2000万美元（购买力约等于2020年的4.9亿美元）。1909年，乔治·贝克卸任，总裁一职则交付给之前的副总裁弗朗西斯·海因（Francis L. Hine），而乔治本人则转而担任董事会主席。
资产雄厚的乔治·贝克极其热衷于投资，高峰时期他曾是22家集团公司的大股东和执行官，所有股权价值总计约72.7亿美元，也曾是新泽西中央铁路（Central Railroad of New Jersey）最大的持股人。1920年代初，乔治·贝克因持有美国钢铁公司（U.S. Steel）近600万美元价值的股权（购买力相当于2017年的8300万美元）而成为该集团公司最大的个体股东。

### 媒体报道

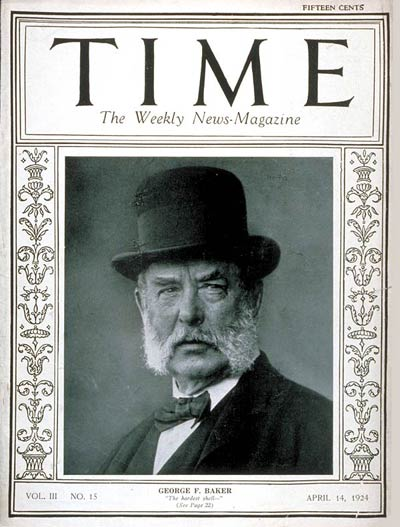
《时代周刊》封面，
刊登于1924年4月14日

1924年4月14日出版的《时代周刊》曾这样描述乔治·贝克：
没错，他坐拥2亿美元的巨额财富，比约翰·皮尔庞特·摩根还要富有。没错，84岁的他从多家公司总裁的位置上退休以后，捐了一堆铁路、银行和工厂。
（英语原文：True, he is twice as rich as the original J. P. Morgan, having a fortune estimated at 200 millions. True, at the age of 84 when he has retired from many directorates, he dominates half a dozen railroads, several banks, scores of industrial concerns.）
1934年3月26日出版的《时代周刊》称乔治·贝克为：
美国历史上最富有、最具实力、最独断专行的商业银行家。
（英语：the richest, most powerful and most taciturn commercial banker in U. S. history）
1934年一篇发表于《新闻周刊》的文章认为乔治贝克是美国银行史上最具代表性的人物之一。
长久以来，乔治·贝克因为在公众场合保持缄默而闻名，不对任何社会事件或活动表达观点，也不接受媒体采访。终于乔治·贝克在他82岁那年打破沉默，接受了人生中第一个新闻采访。从此以后，他偶尔会在一些宴会和聚会上发表自己的看法。

## 私人生活
1869年，乔治·贝克与佛罗伦萨·塔克尔·贝克（Florence Tucker Baker）结婚，婚后两人生育了：
- 伊芙琳·贝克（1870–1936）
- 佛罗伦萨·贝洛斯·贝克（1876–1936）
- 乔治·费舍·贝克二世（1878–1937）

乔治·贝克曾是总部位于美国佐治亚州的哲基尔岛俱乐部成员。该俱乐部内成员大多来自范德堡家族、洛克斐勒家族和摩根家族。1895年，乔治·贝克被“纽约游艇俱乐部”（New York Yacht Club）接纳为正式成员。
1931年5月2日，贝克因肺炎突然逝世于美国纽约市。

### 住所
乔治·贝克大多数时间居住在纽约市区内的麥迪遜大道，同时他还在佐治亚州哲基尔岛拥有一座夏日避暑别墅以及在纽约州奧蘭治縣境内的塔克西多帕克（Tuxedo Park）拥有一座庄园。

### 慈善捐赠

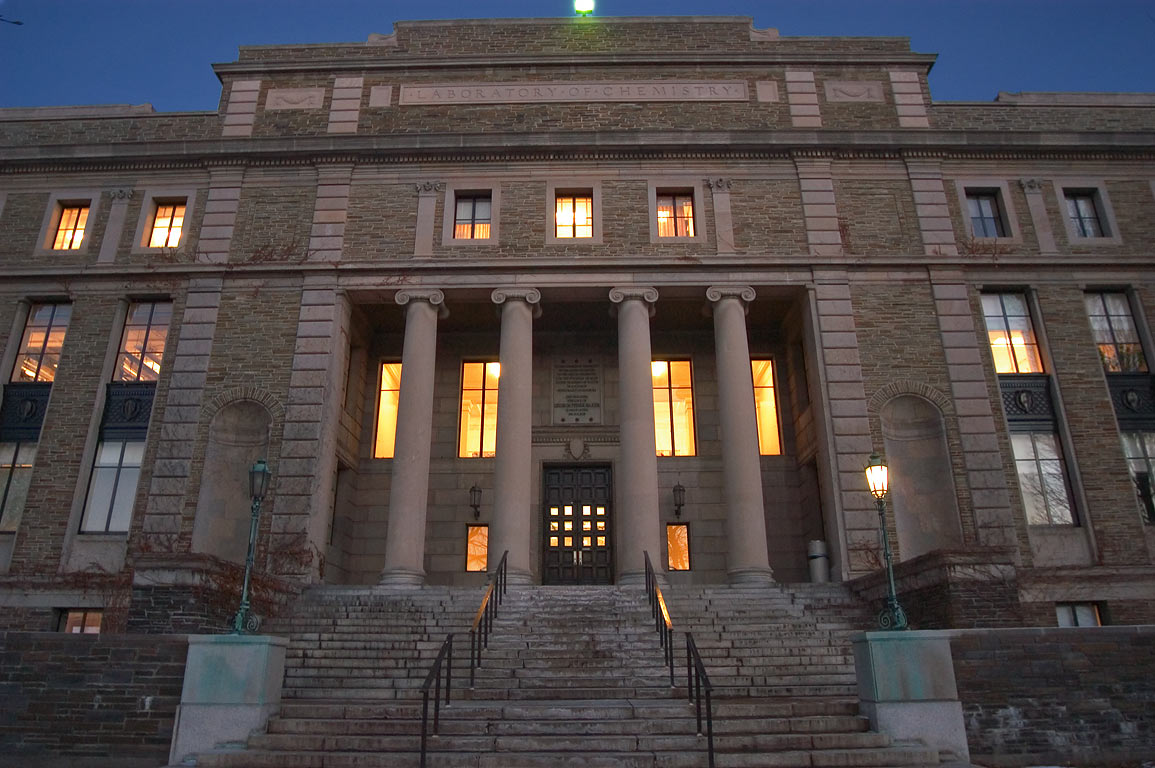
位于康奈尔大学的贝克实验大楼

1922年，乔治·贝克向美国纽约市大都會藝術博物館捐赠100万美元作为专项基金。
1924年，乔治·贝克向美国哈佛大学捐赠500万美元作为哈佛大学商学院的起始基金。为了感谢这一巨额捐赠，哈佛大学特别授予乔治·贝克荣誉博士头衔，并以他的名字命名了一座图书馆。
乔治·贝克也曾出资200万美元援助美国康奈尔大学分别建立了“贝克化学实验大楼”（Baker Laboratory of Chemistry）、“贝克宿舍楼”（Baker Dormitories）和“贝克系列讲义”（Baker Lecture Series），该讲义也被视为美国历史最悠久的化学讲义。
除此之外，他还向纽约市内多家单位和机构提供了巨额的慈善捐赠，其中包括哥伦比亚大学。另一所常青藤盟校达特茅斯学院也接受了来自乔治·贝克的200万美元捐赠。